# Trilogy (3CD)
Trilogy je nová nahrávka alb Prázdniny na zemi, Ulice a Laboratoř české rockové skupiny Olympic. Byla vydána k Trilogy Tour 2006/2007 v limitované edici vydavatelstvím Best I.A. Na nahrávkách se jako hosté podíleli: Vladimír "Boryš" Secký - saxofon, Miroslav Surka - trubka, Marie Motyčková - zpěv, Jana Koutová - zpěv, Michaela Pobudová - zpěv a jako speciální host Aleš Brichta. 

## Seznam skladeb Disk 1
Hudbu složil Petr Janda. Texty napsal: Zdeněk Rytíř
| Pořadí | Název                               | Délka |
| ------ | ----------------------------------- | ----- |
| 1.     | Přílet                              | 5:28  |
| 2.     | Kraj, odkud přiletěli ptáci (Ptáci) | 4:36  |
| 3.     | Co všechno se tu může stát (Voda)   | 4:24  |
| 4.     | Nechoď dál (Město)                  | 2:59  |
| 5.     | Strom                               | 3:15  |
| 6.     | Vzdálenosti (Země)                  | 3:22  |
| 7.     | Rezervace motýlů                    | 2:58  |
| 8.     | To nic, to jen vzduch (Vzduch)      | 3:22  |
| 9.     | Návrat                              | 3:27  |

## Seznam skladeb Disk 2
Hudbu složil Petr Janda. Texty napsal: Zdeněk Rytíř
| Pořadí | Název                                    | Délka |
| ------ | ---------------------------------------- | ----- |
| 1.     | Ulice (Život)                            | 4:27  |
| 2.     | Okno mé lásky (Láska)                    | 4:35  |
| 3.     | Úspěšný mladý muž (Úspěch)               | 1:48  |
| 4.     | Tváře slov (Strach)                      | 2:39  |
| 5.     | Ulice II                                 | 1:01  |
| 6.     | Paní Nostalgie (Samota)                  | 2:44  |
| 7.     | Já (Sobectví)                            | 4:11  |
| 8.     | Černá mše za nukleárního Boha (Nenávist) | 3:40  |
| 9.     | Každý den (Ohlédnutí po ulici)           | 2:06  |
| 10.    | Ulice III (Život)                        | 3:28  |

## Seznam skladeb Disk 3
Hudbu složil Petr Janda. Texty napsal: Zdeněk Rytíř
| Pořadí | Název                      | Délka |
| ------ | -------------------------- | ----- |
| 1.     | Laboratoř                  | 4:07  |
| 2.     | Pohlazení skoro jako láska | 2:39  |
| 3.     | Kartotéka                  | 4:26  |
| 4.     | Noční služba               | 1:02  |
| 5.     | Roboti už jdou             | 2:05  |
| 6.     | Kyvadlo času               | 2:50  |
| 7.     | Co s tím?                  | 2:49  |
| 8.     | Podivín                    | 4:10  |
| 9.     | Hodná holka                | 2:40  |
| 10.    | Neučte roboty              | 3:53  |

## Obsazení
- Petr Janda – kytara , zpěv
- Milan Broum – basová kytara, zpěv
- Jiří Valenta – klávesy
- Milan Peroutka – bicí